# Eugenio Fernandi
Eugenio Fernandi (Pisa, 1924 – Rochester, 8 agosto 1991) è stato un tenore italiano.

## Biografia
Cresciuto a Valperga, compì gli studi di canto con Aureliano Pertile e completò la preparazione alla scuola del Teatro alla Scala, guadagnandosi l'apprezzamento di Victor de Sabata. Proprio alla Scala fece la prima apparizione da protagonista nel 1954 ne La figlia del diavolo di Virgilio Mortari, seguita da Rigoletto al Coliseu dos Recreios di Lisbona e da presenze alla Fenice di Venezia, al Maggio Musicale Fiorentino e al San Carlo di Napoli.
Nel 1957 fece l'importante debutto alla Staatsoper di Vienna come Cavaradossi, seguito l'anno successivo da Don Carlo al Festival di Salisburgo in una celebre edizione diretta da Herbert von Karajan. L'affermazione definitiva avvenne nello stesso anno, di nuovo al Teatro alla Scala, in Madama Butterfly.
Sempre nel 1958 esordì al Metropolitan Opera di New York, ancora nel ruolo di Pinkerton. Cantò al Met in otto stagioni fino al 1971 affrontando tredici ruoli, tra i quali Cavaradossi, Edgardo, Enzo, Alfredo, Radames, Don Carlo, Arrigo.
Si trasferì poi a West Orange, dove cantò con la "New Jersey State Opera Company".

## Repertorio
Arrigo Boito
- Mefistofele (Faust)

Gaetano Donizetti
- Lucia di Lammermoor (Edgardo di Ravenswood)

Charles Gounod
- Faust (Faust)

Virgilio Mortari
- La figlia del diavolo (Giovanni)

Lorenzo Perosi
- Il giudizio universale (Gesù Cristo)

Amilcare Ponchielli
- La Gioconda (Enzo Grimaldo)

Giacomo Puccini
- Manon Lescaut (Cavaliere Renato Des Grieux)
- La bohème (Rodolfo)
- Tosca (Mario)
- Madama Butterfly (B. F. Pinkerton)
- La fanciulla del West (Dick Johnson)
- Turandot (Calaf)

Richard Strauss
- Il cavaliere della rosa (Cantante italiano)

Giuseppe Verdi
- Nabucco (Ismaele)
- Rigoletto (Il duca di Mantova)
- La traviata (Alfredo)
- I vespri siciliani (Arrigo)
- Un ballo in maschera (Riccardo)
- Don Carlo (Don Carlo)
- Aida (Radamès)
- Messa di requiem

## Discografia

### Incisioni in studio
- Turandot, con Maria Callas, Elisabeth Schwarzkopf, Nicola Zaccaria, dir. Tullio Serafin Columbia/EMI 1957
- Messa di requiem (Verdi), con Shakeh Vartenissian, Fiorenza Cossotto, Boris Christoff, dir. Tullio Serafin Columbia/EMI 1959

### Registrazioni dal vivo
- Tosca, RAI-Milano 1957, con Magda Olivero, Scipio Colombo, dir. Emidio Tieri ed. Movimento Musica/IDIS
- Lucia di Lammermoor, RAI-Roma 1957, con Maria Callas, Rolando Panerai, Giuseppe Modesti, dir. Tullio Serafin ed. Replica/Arkadia
- Manon Lescaut, RAI/Milano 1958, con Renata Tebaldi, Guido Mazzini, dir. Nino Sanzogno ed. Longanesi
- Don Carlo, Salisburgo 1958, con Cesare Siepi, Sena Jurinac, Ettore Bastianini, Giulietta Simionato, dir. Herbert von Karajan ed. DG
- Madama Butterfly, Met 1958, con Antonietta Stella, Clifford Harvout, dir. Dimitri Mitropoulos ed. Lyric Distribution
- Rigoletto, Met 1959, con Leonard Warren, Roberta Peters, dir. Fausto Cleva ed. Bensar
- Nabucco, Met 1960, con Cornell MacNeil, Leonie Rysanek, Cesare Siepi, dir. Thomas Schippers ed. Melodram
- Tosca, Met 1960, con Zinka Milanov, Walter Cassel, dir. Dimitri Mitropoulos - ed. Lyric Distribution
- Faust (in italiano), RAI-Torino 1960, con Nicola Rossi-Lemeni, Renata Scotto, Piero Guelfi, dir. Armando La Rosa Parodi ed. GOP
- Don Carlo, Salisburgo 1960, con Boris Christoff, Sena Jurinac, Ettore Bastianini, Regina Resnik, dir. Nello Santi ed. Melodram/Bella Voce
- Madama Butterfly,  Met 1960, con Dorothy Kirsten, Mario Sereni, dir. Dimitri Mitropoulos - ed. Walhall
- I vespri siciliani, Met 1967, con Virginia Zeani, Kostas Paskalis, Bonaldo Giaiotti, dir. Francesco Molinari Pradelli ed. Opera Lovers